# 五竜岳
五竜岳（ごりゅうだけ）は、飛騨山脈（北アルプス）後立山連峰にある標高2,814 mの山。山体は富山県黒部市と長野県大町市にまたがり、山頂部は富山県側に位置する。男性的な山容で、日本百名山の一つ。「竜」のみを旧字体にして五龍岳と表記されることもある。旧字体による表記は「五龍嶽」。

## 概要
JR東日本大糸線神城駅の西8.4 kmに位置し、中部山岳国立公園内にある。鹿島槍ヶ岳と並んで、後立山連峰の主要峰の一つである。両山は丁度吊橋の支柱の様に日本三大キレットの一つである八峰キレットを挟む形で鎮座している。両山はそれぞれ逆側（鹿島槍ヶ岳は南側から、五竜岳は北側から）からは登りやすいが、両山を縦走するためには、難所である八峰キレットを通過しなければならない。

山頂部は濃飛流紋岩型の溶結凝灰岩、山腹は黒雲母花崗岩からなる。山頂部は森林限界を越える高山帯で、1952年（昭和27年）に多くの高山植物が自生している南斜面は白馬岳周辺の山域と共に白馬連山高山植物帯の特別天然記念物に指定された。コケ植物のナンジャモンジャゴケが、1951年（昭和26年）初めて五竜岳で採取された。イワヒバリ、カヤクグリ、コマドリなどの亜高山帯の鳥が生息している。
山頂の北西2.0 kmの餓鬼谷上流部の左岸斜面には、1906年（明治39年）に発見され翌年から鉱山の操業が行われた「大黒銅山跡」がある。そこで精錬された銅は牛により唐松岳と八方尾根を経由して運ばれ1918年（大正7年）に閉鎖された。

## 名称の由来と武田菱

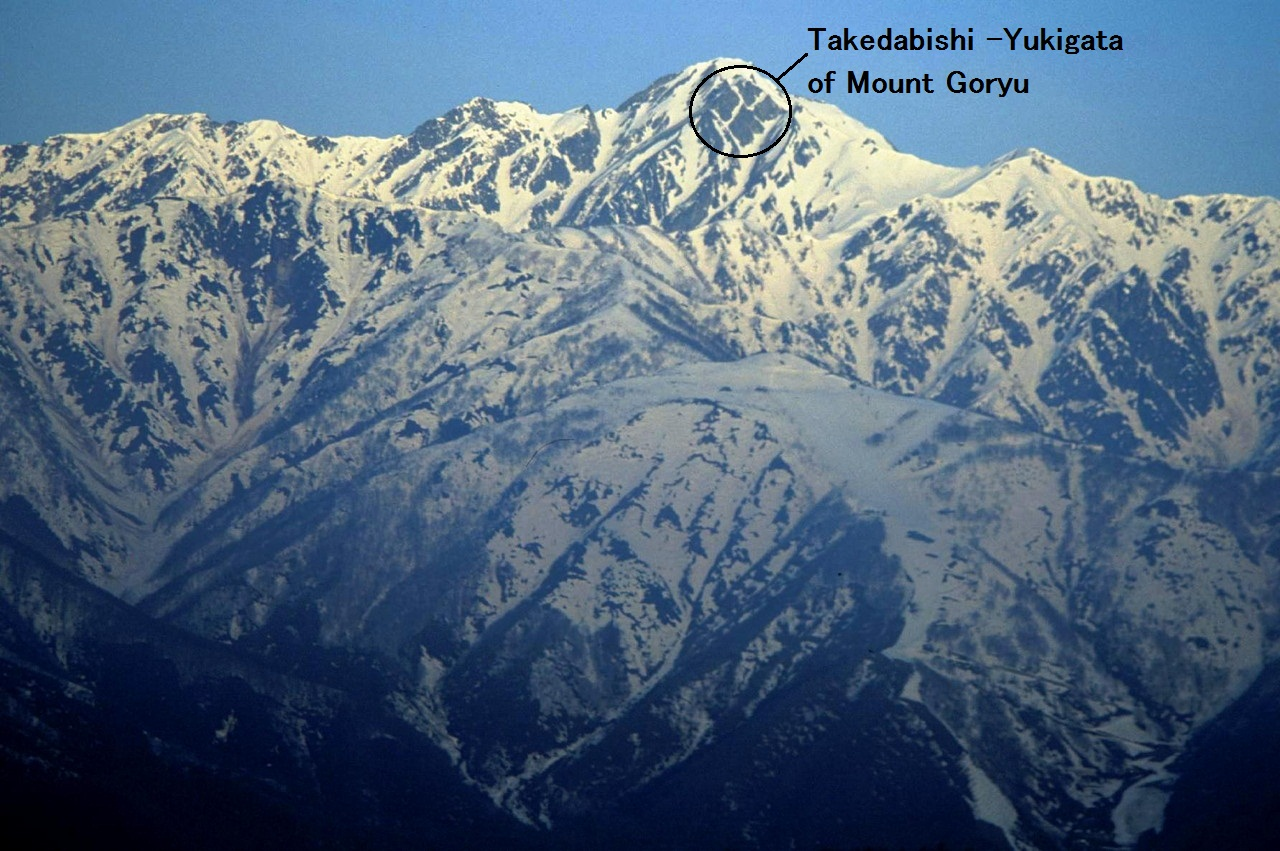
五竜岳山頂部東面の武田菱の雪形

古く越中側では餓鬼ヶ岳と呼ばれていたことが、1700年（元禄13年）に奥山廻り御用によって作られた『奥山御境目見通絵圖』に記されている。また同じ頃の絵図には「後立山（ごりゅうざん）」という山名も見られ近代登山界でも論争された。「ごりゅう」が「五竜」に通じることから、今日の「五竜岳」であろうとする説が大勢を占めたが、のちにそれが「鹿島槍ヶ岳」であることがほぼ確定した。
一方、信州側ではこの地域が戦国時代に武田氏の版図にあり、「菱形」の雪形が武田家の紋章に通じることから、「御菱（ごりょう）」と呼んだ。この「ごりょう」が「ごりゅう」に転訛したという説もある。白馬山麓では「割菱ノ頭」と呼ばれていた。
- 1908年（明治41年）7月に三枝威之助が初登頂して、「五竜」という当て字を行った[5]。
- 1970年（昭和45年）に第22回読売文学賞の詩歌俳句賞を受賞した野澤節子が、「落日の岳残雪の武田菱」の句を詠んでいる[9]。

## 環境

### 植物相

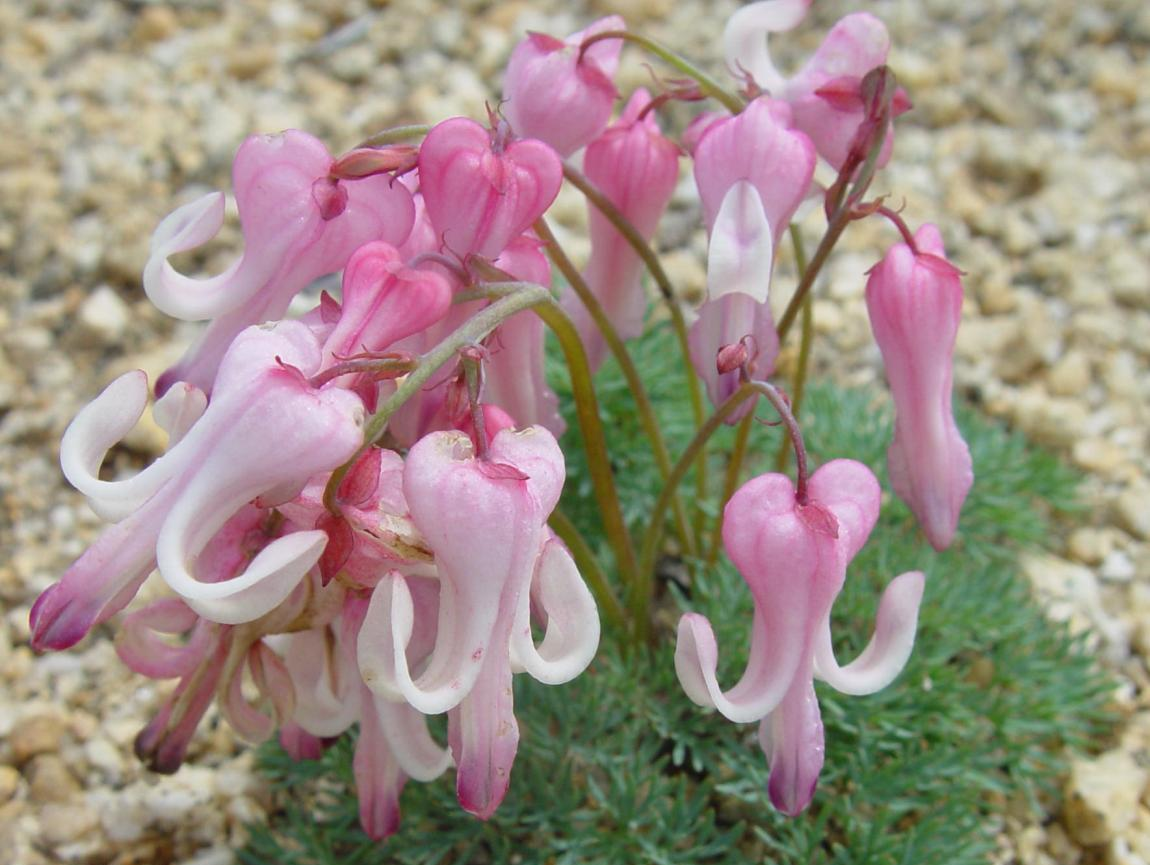
後立山連峰の稜線に自生する高山植物のコマクサ

五竜岳の登山口でもある白馬五竜スキー場のアルプス展望ペアリフトの下部（標高1,500-1,600 m）には、2001年（平成13年）に開設された白馬五竜高山植物園がある。コマクサ、タカネナデシコ、ニッコウキスゲなど200種以上100万株の高山植物の花々が初夏から秋を通じて見られる。ヒマラヤの青いケシやエーデルワイスのなどの世界の高山植物が見られる。開園期間は6月下旬から9月上旬まで、冬期は豪雪地帯のため雪に埋もれる。

### 周辺の山

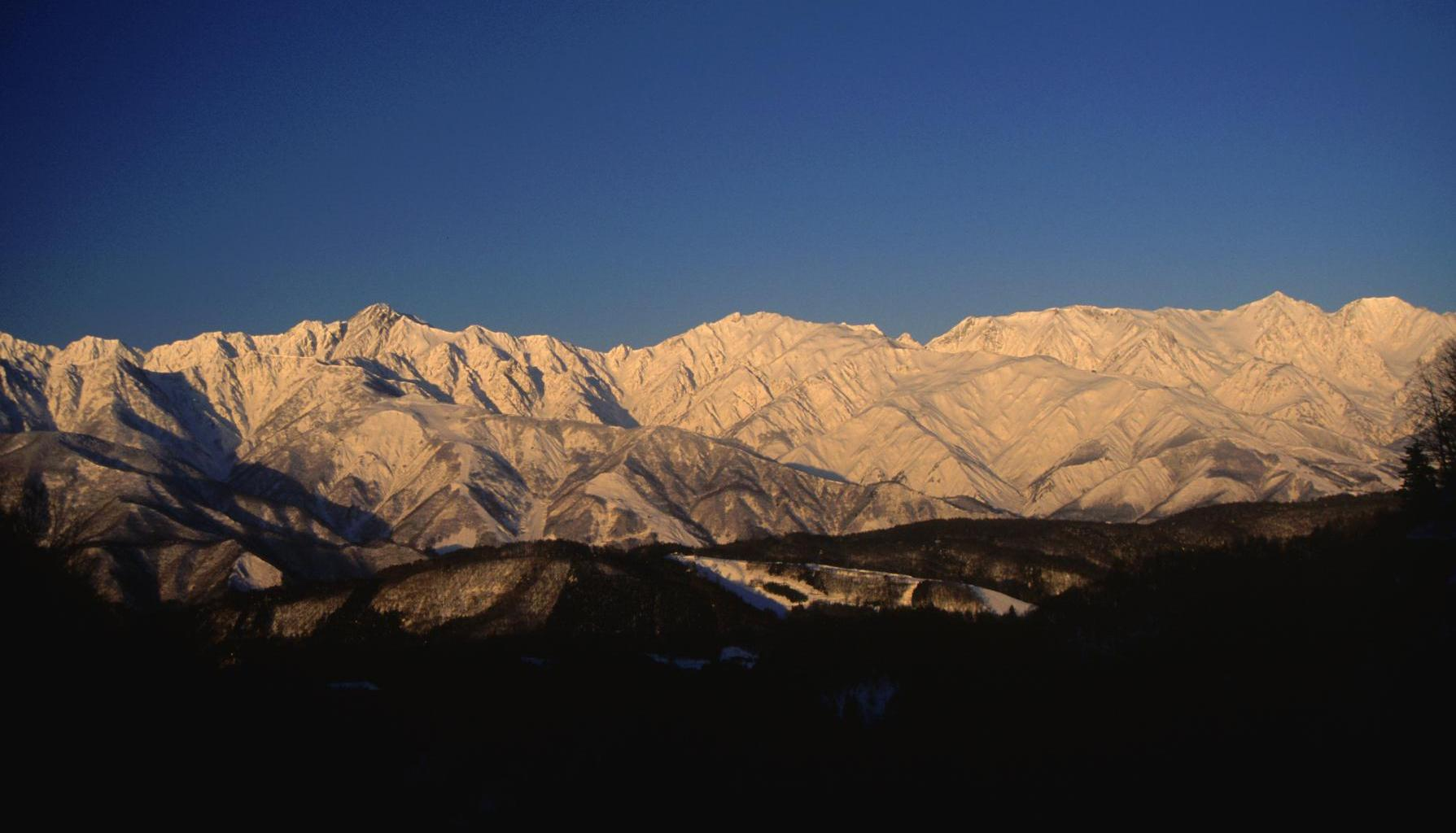
白馬村北城から望む五竜岳から杓子岳へと連なる後立山連峰

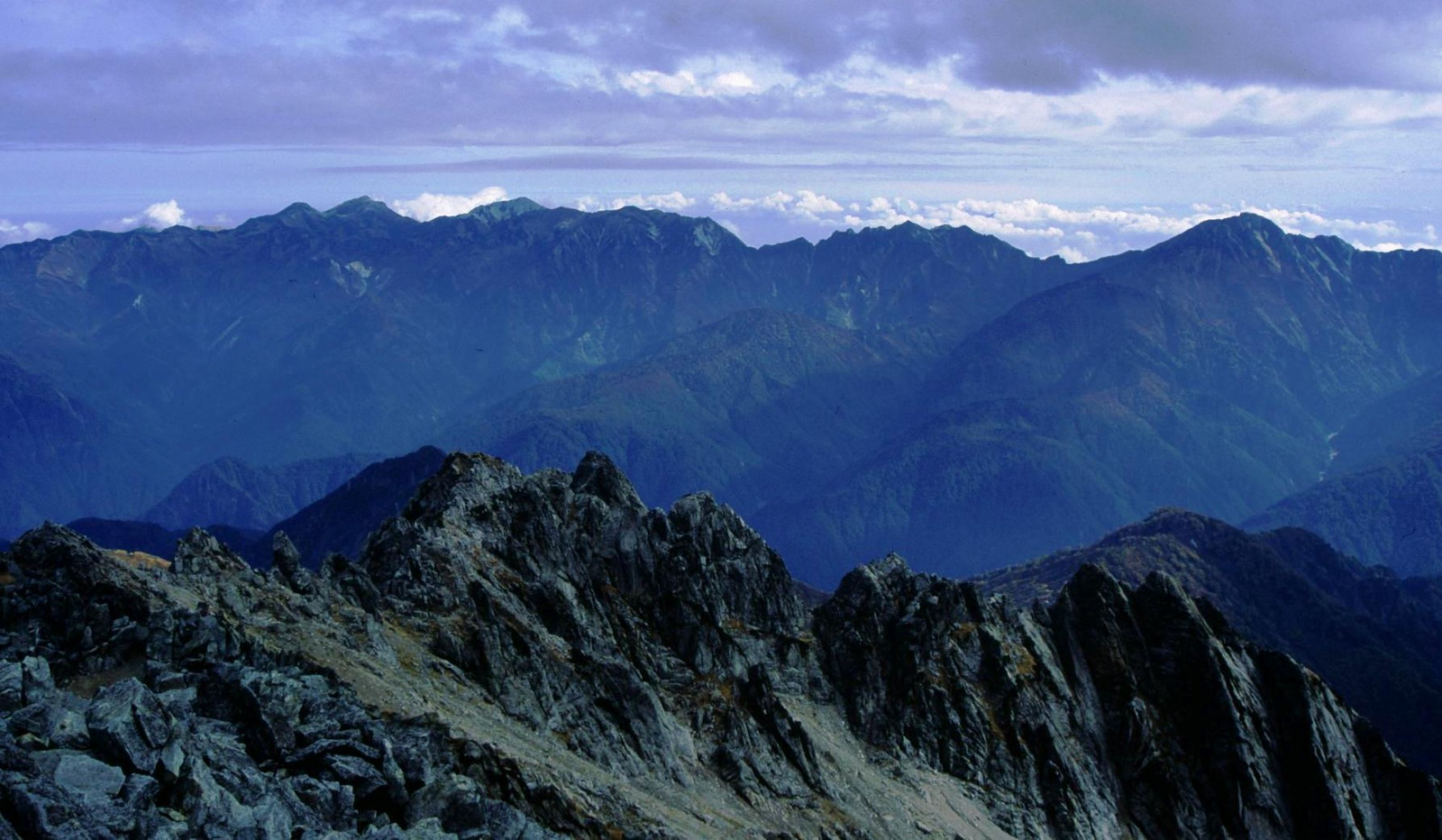
剱岳から望む白馬岳から五竜岳へと連なる後立山連峰

後立山連峰の中央付近に位置し、西北西の東谷山へと尾根が延びる。北東1.0 kmに位置する白岳からは、東南東に遠見尾根が延びる。遠見尾根には西遠見山、大中遠見山、中遠見山、小遠見山のピークがある。東面には岩峰がある。　
| 山容 | 山名       | 標高 （m） | 三角点等級 基準点名 | 五竜岳からの 方角と距離(km) | 備考                                                    |
| ---- | ---------- | ---------- | ------------------- | --------------------------- | ------------------------------------------------------- |
|      | 白馬岳     | 2,932.24   | 一等 「白馬岳」     | 北 11.1                     | 後立山連峰の最高峰、日本百名山 白馬山荘、白馬岳頂上宿舎 |
|      | 唐松岳     | 2,695.8    | 二等 「唐松谷」     | 北 3.2                      | 八方尾根、唐松岳頂上山荘 日本三百名山                   |
|      | 白岳       | 2,541      |                     | 北東 1.0                    | 五竜山荘 遠見尾根の分岐点                               |
|      | 五竜岳     | 2,814      |                     | 0                           | 日本百名山                                              |
|      | 鹿島槍ヶ岳 | 2,889.08   | 二等 「鹿島入」     | 南 3.8                      | キレット小屋 日本百名山                                 |

### 源流の河川
以下が源流となる河川で、日本海へ流れる。
- 餓鬼谷・東谷　（黒部川の支流で黒部湖に流れる）
- 鹿島川の支流のシラタケ沢　（高瀬川の支流）

### 五竜岳の風景
|                                |                    |                |                    |
| 立山から望む五竜岳と鹿島槍ヶ岳 | 唐松岳方面から望む | 唐松岳から望む | 白馬村北城から望む |

## 登山
1908年7月に三枝威之助が白馬岳から鹿島槍ヶ岳へ縦走した際に登頂したのが最初の登頂記録である。1931年（昭和6年）3月に京都大学の登山パーティーが唐松岳から鹿島槍ヶ岳への積雪期初登頂を行い、立教大学の堀田弥一らが宇奈月温泉から鹿島槍ヶ岳と五竜岳の越中側からの積雪期初登頂を行った。1973年（昭和48年）に白馬五竜スキー場ゴンドラが敷設されると、遠見尾根からの入山が従来よりも容易となった。山頂直下の北側の急斜面の岩場には鎖が設置されている。山頂の岩場は360度の展望で、西に黒部川を挟んで対峙している立山連峰、南には鹿島槍ヶ岳を望むことができる。

### 登山ルート

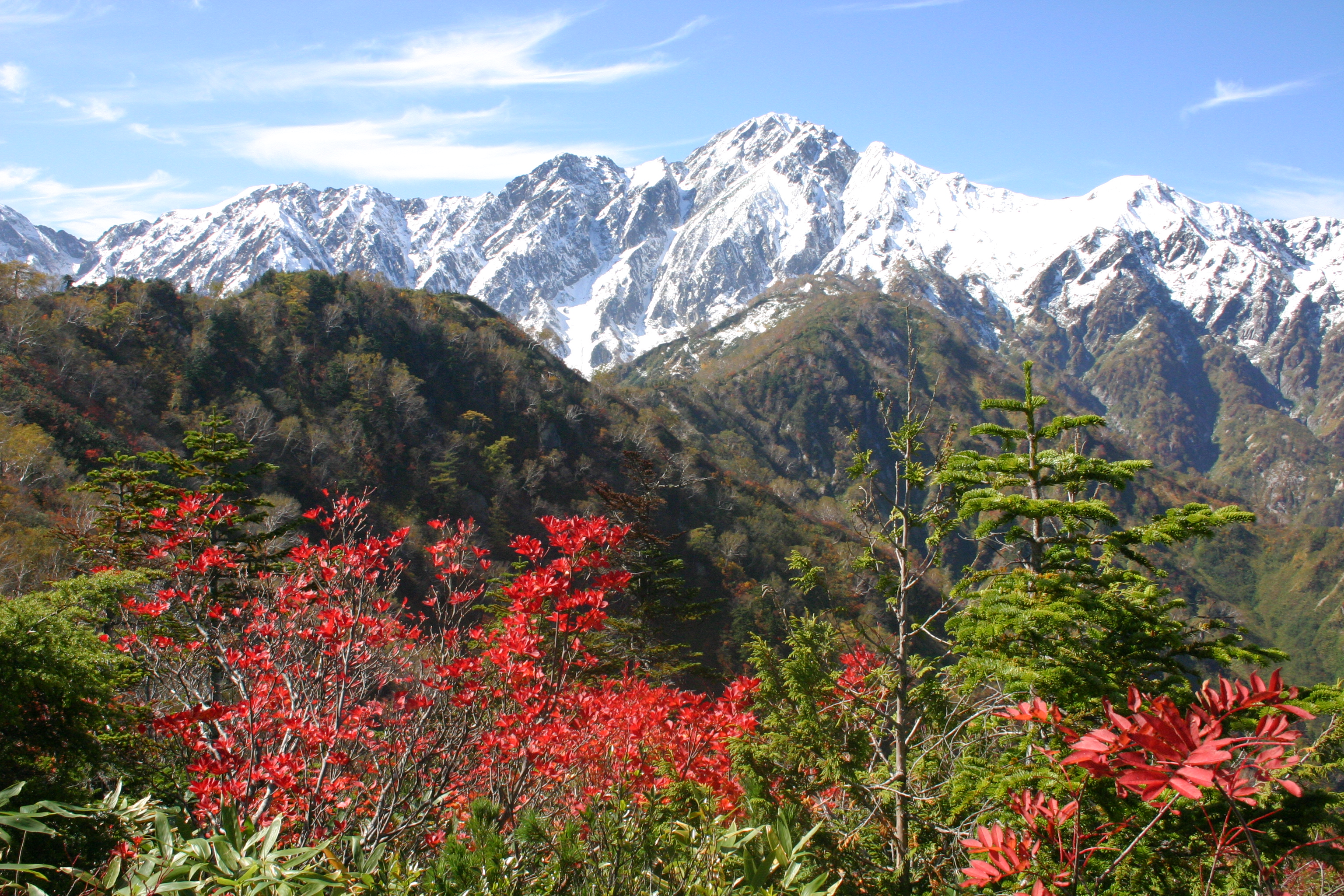
小遠見山から望む五竜岳

大糸線神城駅西の白馬五竜スキー場のゴンドラテレキャビンを利用し、「とおみ」から「アルプスだいら」まで移動してから、遠見尾根から後立山連峰の主稜線の白岳に達し五竜山荘を経由するルートが、最短ルートである。
また同線・白馬駅から「八方」に出て、八方尾根スキー場のゴンドラアダムとアルペンクワッドとを乗り継いで八方池山荘まで上がり、八方尾根を唐松岳方面まで進んでから、唐松岳頂上山荘の分岐を南に取って大黒岳・白岳経由で山頂を目指すルートも人気が高い。
さらには白馬岳方面から扇沢方面に抜ける後立山連峰縦走路もある。杓子岳・鑓ヶ岳・不帰嶮と続く天狗尾根をたどって唐松岳に至り、五竜岳直下の難所G4・G5を越えてキレット小屋付近の八峰キレットから吊尾根の危険個所を通過し、鹿島槍ヶ岳・冷池山荘・爺ヶ岳から縦走路に別れを告げて柏原新道を下って扇沢に出る。あるいは種池山荘から下りずに縦走路を、岩小屋沢岳・鳴沢岳・赤沢岳・スバリ岳を経て針ノ木岳に出るメインコースもある。針ノ木岳からは扇沢へも出られるし、黒部湖・七倉ダムへ、また北アルプス南部へ抜ける裏銀座コースへも続いている。
白馬五竜スキー場からのルート
白馬五竜スキー場 - 地蔵の頭 - 遠見尾根（小遠見山 - 中遠見山 - 大遠見山 - 西遠見山 - 白岳 - 五竜山荘 - 五竜岳
八方尾根からのルート
八方尾根スキー場 - うさぎだいら - 八方池山荘 - 八方池 - 唐松岳頂上山荘 - 大黒岳 - 白岳 - 五竜山荘 - 五竜岳
後立山連峰縦走路
北側の主稜線からのルート
（親不知が起点となる）白馬岳 - 杓子岳 - 鑓ヶ岳 - 天狗山荘 - 不帰嶮 - 唐松岳 - 唐松岳頂上山荘 - 大黒岳 - 白岳 - 五竜山荘 - 五竜岳
南側へ主稜線を歩くルート
五竜岳- キレット小屋 - 鹿島槍ヶ岳 - 冷池山荘 - 爺ヶ岳 - 種池山荘 - 岩小屋沢岳 - 新越山荘 - 鳴沢岳 - 赤沢岳 - スバリ岳 - 針ノ木岳  - 針ノ木峠（針ノ木小屋）（北アルプスの主稜線の縦走路は槍ヶ岳を経由して焼岳へと続く）

### 周辺の山小屋

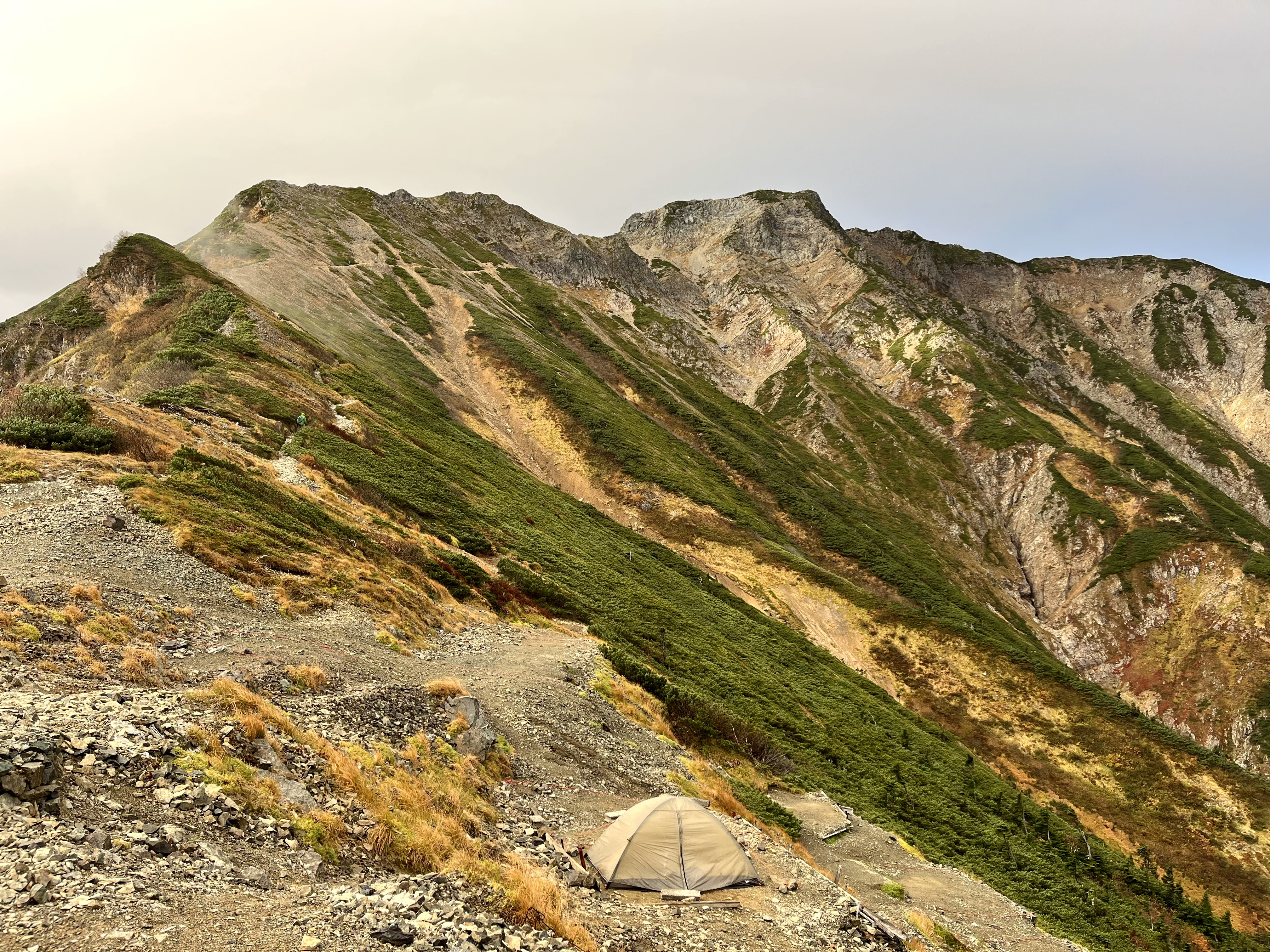
五竜岳山荘から望む五竜岳

稜線の鞍部などの登山道には、山小屋とキャンプ指定地がある。登山シーズン中の一部期間に有人の営業を行っている。最寄りの山小屋は1951年（昭和26年）に白馬山荘の経営者であった松沢恒久により新設された五竜山荘である。積雪量の多い地域であり、営業期間外には閉鎖される。
- 白馬山荘グループの 五竜山荘テント場は、完全予約制である[16]。
  - 白馬岳方面で五竜山荘の次のテント指定地は唐松岳頂上小屋である。
  - 針ノ木岳方面で五竜山荘の次のテント指定地は冷池山荘である。キレット小屋にはテント場はない[17]。

| 名称           | 所在地               | 標高 (m) | 五竜岳からの 方角と距離 (km) | 収容 人数 | キャンプ 指定地 | 備考       |
| -------------- | -------------------- | -------- | ---------------------------- | --------- | --------------- | ---------- |
| 唐松岳頂上小屋 | 唐松岳南東の肩       | 2,465    | 北 3.1                       | 350       | テント30張      | 1933年開業 |
| 五竜山荘       | 白岳と五竜岳との鞍部 | 2,490    | 北東 0.9                     | 300       | テント30張      | 1951年開業 |
| キレット小屋   | 八峰キレット         | 2,470    | 南 2.8                       | 100       | なし            | 1933年開業 |

## 周辺のスキー場
- 白馬五竜スキー場
- Hakuba47ウィンタースポーツパーク

## 交通
- JR東日本大糸線神城駅の西8.4 kmに位置する。
- 長野自動車道安曇野ICの北北西42.7 kmに位置する。
- 松本空港の北北西57 kmに位置する。